# Anya Nya

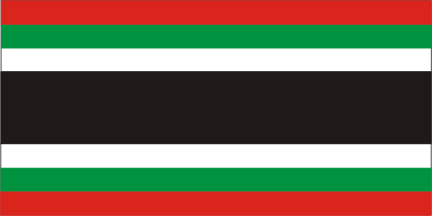
Bandera del Anyanya

El Anyanya (llamado también Anya-Nya) fue un grupo rebelde separatista del ejército sursudanés formado durante la primera guerra civil sudanesa (1955-1972). Un grupo separatista que surgió durante la segunda guerra civil sudanesa fueron, a su vez, llamados Anyanya II. Anyanya significa "serpiente venenosa" en el idioma madi.
Desde 1969, las etnias nuer, lotuko, madi, bari, acholi, azande, dinka, y otras más de la región de todo el sur de Sudán, libraron una guerra en contra del gobierno sudanés. Esta movilización llegó a ser conocida como la rebelión Anyanya o la primera guerra civil sudanesa. Este conflicto finalizó, después de que el Anyanya firmara el Acuerdo de Adís Abeba con el gobierno en 1972.
El Anyanya era un movimiento único, a pesar de que era relativamente fuerte, se vio debilitada por la lucha interna entre los líderes políticos del movimiento de liberación. En 1969, Aggrey Jaden abandonó el grupo debido a su frustración por la falta de cohesión y disputas dentro del movimiento. Poco después, Gordon Muortat Mayen fue elegido unánimemente como el nuevo presidente del movimiento sursudanés, haciendo que el ex-Gobierno provisional de Sudán del Sur, fuese rebautizado con el nombre de Gobierno Provisional del Nilo (GPN). Bajo el liderazgo de Muortat, el movimiento fue capaz de continuar la guerra contra el norte del país. Sin embargo, el jefe de Estado Mayor de Muortat, Joseph Lagu logró hacer negociaciones con Israel, para desviar las armas que suministraban el movimiento, para que llegarán a él y no hacia Muortat. Tras esto, Lagu formó abiertamente un golpe contra Muortat e hizo que cada batallón le jurase lealtad hacia él en lugar de Mourat, si deseaban protección. El golpe fue capaz de unir el ejército con éxito bajo el mando de Lagu y la transición de poder fue pacífica, Lagu asumió la dirección del movimiento tanto político como militarmente, y continuó la lucha contra el norte y cambio el nombre del grupo a Movimiento de Lberación de. En 1972, Joseph Lagu firmó un acuerdo de paz con el norte, poniendo fin a 17 años de guerra civil. El acuerdo de paz fue rechazado inicialmente por los principales líderes del ejército como Emmanuel Abuur y John Garang. Sin embargo, una carta que circuló por todo el ejército del Anyanya, que detallaba el plan de la rebelión contra el acuerdo de paz fue interceptada.
En 1975, muchos exmilitares descontentos del anyanya se alzaron en el este del Alto Nilo. Se hicieron llamar Anyanya II. 
Cuándo finalizó el acuerdo de Adís Abeba en 1983, marcó el principio de la segunda guerra civil sudanesa y se crea el Ejército/Movimiento de Liberación del Pueblo de Sudán (SPLM/A). 
Los enfrentamientos entre ambas facciones, llevaron a la derrota eventual de Anyanya II. Algunos de sus miembros fueron incorporados a los rangos del SPLM/A, y otros fueron consolidados a una milicia apoyada por el gobierno de Sudán.